# Walter Dießner
Walter Dießner (* 26. Dezember 1954 in Meißen) ist ein ehemaliger Ruderer aus der DDR. 1980 wurde er Olympiasieger im Vierer mit Steuermann.

## Leben
Walter Dießner ist der ältere Bruder von Ullrich Dießner, während Walter Dießner kurz vor Mitternacht geboren wurde, kam Ullrich erst kurz danach zur Welt und hat daher einen anderen Geburtstag als sein Zwillingsbruder. Beide Brüder lernten neben ihrer Ruderkarriere den Beruf des Werkzeugmachers und beide trainierten bei SC Einheit Dresden unter Hans Eckstein.
1972 wurden die beiden Juniorenweltmeister im Zweier ohne Steuermann. 1974 gewannen die Brüder zusammen mit Rüdiger Kunze, Andreas Schulz und Steuermann Wolfgang Groß den Weltmeistertitel in der Erwachsenenklasse im Vierer mit Steuermann. 1975 gewann das Boot in gleicher Besetzung Weltmeisterschaftssilber hinter dem Vierer aus der Sowjetunion. Auch bei den Olympischen Spielen 1976 unterlagen der Dresdner Vierer mit Steuermann dem Boot aus der Sowjetunion, allerdings war nun Johannes Thomas Steuermann für Wolfgang Groß. Nach diesen beiden Silbermedaillen wurde der Vierer umbesetzt, 1977 und 1978 traten die beiden Dießners mit Gottfried Döhn, Dieter Wendisch und Steuermann Andreas Gregor an und gewannen jeweils den Weltmeistertitel. Bis dahin war der Vierer nur mit Ruderern von Einheit Dresden angetreten, für die Saison 1979 rückten auch Ruderer aus Leipzig und Potsdam ins Boot. In der Besetzung Ullrich Dießner, Jens Doberschütz, Walter Dießner, Bernd Schlufter und Steuermann Lutz Werner gewann das Boot erneut den Weltmeistertitel, für die Dießners war es der dritte Titel in Folge und der vierte insgesamt. Bei den Olympischen Spielen 1980 trat der Vierer wieder in der Dresdner Besetzung von 1977 und 1978 an, gemeinsam mit Döhn, Wendisch und Gregor wurden die Dießners in Moskau Olympiasieger, wobei sie im Ziel viereinhalb Sekunden Vorsprung auf das sowjetische Boot hatten.
1981 starteten die Dießners im DDR-Achter, belegten aber bei der Weltmeisterschaft nur den vierten Platz. Walter Dießner unterbrach dann seine Laufbahn für ein Jahr, 1983 kehrte er mit dem Vierer ohne Steuermann noch einmal zurück und belegte den dritten Platz bei der DDR-Meisterschaft. Walter Dießner schulte später auf Bäcker um und führte eine eigene Bäckerei in Meißen. Sein Sohn Jörg Dießner nahm an den Olympischen Ruderwettbewerben 2000 teil.
Walter Dießner wurde 1976 mit dem Vaterländischen Verdienstorden in Bronze und 1980 in Silber ausgezeichnet.

## Erfolge im Überblick

### Olympische Spiele
- 1976: Silber Vierer mit Steuermann
- 1980: Gold Vierer mit Steuermann

### Weltmeisterschaften
- 1974: Gold Vierer mit Steuermann
- 1975: Silber Vierer mit Steuermann
- 1977: Gold Vierer mit Steuermann
- 1978: Gold Vierer mit Steuermann
- 1979: Gold Vierer mit Steuermann